# Distretto di Sandyqtau
Il distretto di Sandyqtau (in kazako: Сандықтау ауданы) è un distretto (audan) del Kazakistan con  capoluogo Balqašin.